# Thalwinkel
Thalwinkel este o comună din landul Saxonia-Anhalt, Germania.